# Анна фон Саксония-Витенберг
Анна фон Саксония-Витенберг (на немски: Anna von Sachsen-Wittenberg; † 18 април 1426) от род Аскани, е принцеса от Саксония-Витенберг и съпруга на херцог Фридрих I фон Брауншвайг-Люнебург, немският геген-крал.

## Биография
Тя е дъщеря на Венцел I (1337 – 1388), херцог на Саксония-Витенберг, курфюрст на Свещената Римска империя и княз на Люнебург, и съпругата му Чечилия от Карара (1350 – 1430/1434).
Анна е омъжена през 1386 г. за херцог Фридрих I фон Брауншвайг-Люнебург (1357/1358 – 1400). Те имат две дъщери. През 1400 г. Фридрих е избран за немски крал, но изборът не е признат от три курфюрста. След три месеца Фридрих умира на път за дома си.
Анна се омъжва втори път през 1404 г. за ландграф Балтазар фон Тюринген (1336 – 1406) от род Ветини, маркграф на Майсен и ландграф на Тюрингия. Тя е втората му съпруга. Бракът е бездетен.

## Деца
От първия си съпруг Фридрих фон Брауншвайг-Люнебург има две дъщери:
- Катарина (1436 – 1439); ∞ (1413) граф Хайнрих XIX Шварцбург-Бланкенбург († 1444)
- Анна (1390 – 1432); ∞ (1410) Фридрих IV фон Хабсбург с празния джоб, граф в Тирол († 1439)